# Norra Abborrtjärnen (Norra Ny socken, Värmland)
Norra Abborrtjärnen är en sjö i Torsby kommun i Värmland och ingår i Göta älvs huvudavrinningsområde.